# Cylindromyrmex striatus
Cylindromyrmex striatus är en myrart som beskrevs av Mayr 1870. Cylindromyrmex striatus ingår i släktet Cylindromyrmex och familjen myror. Inga underarter finns listade i Catalogue of Life.

## Bildgalleri

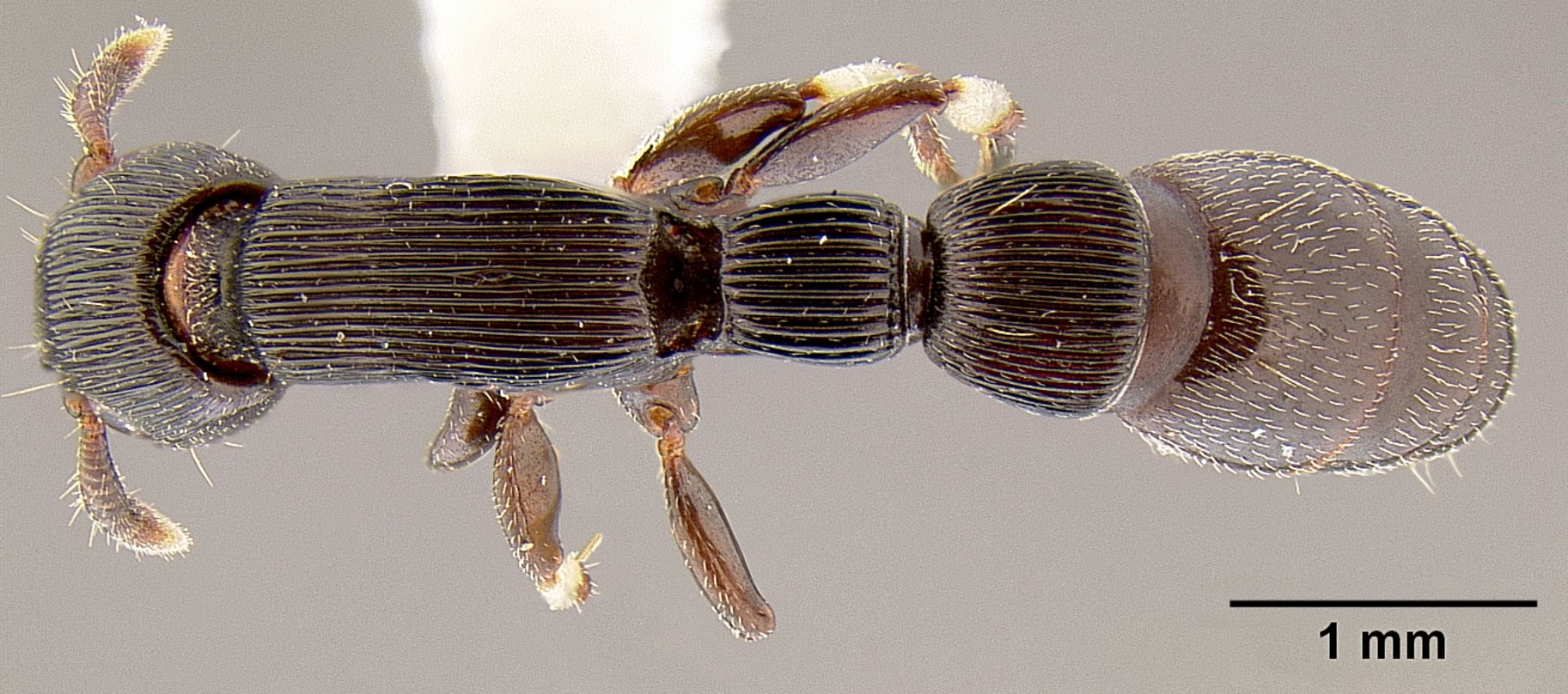
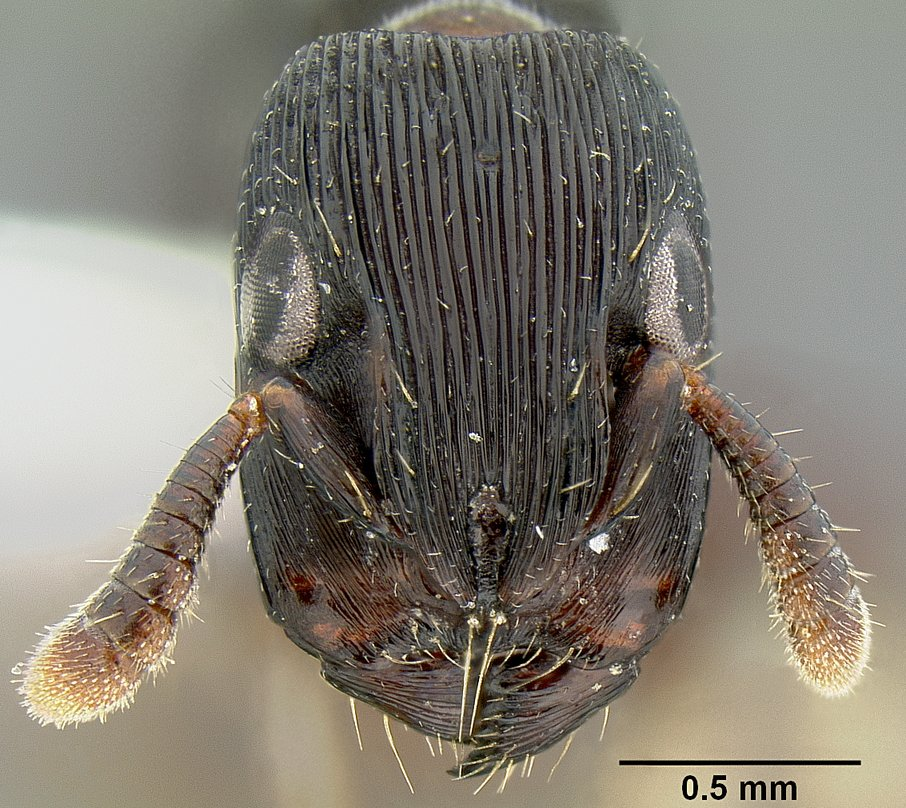
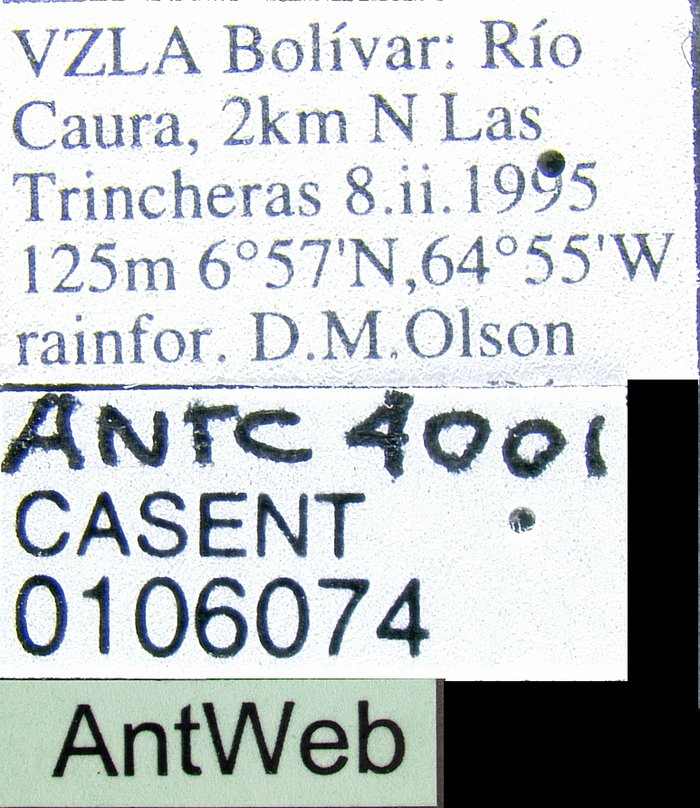
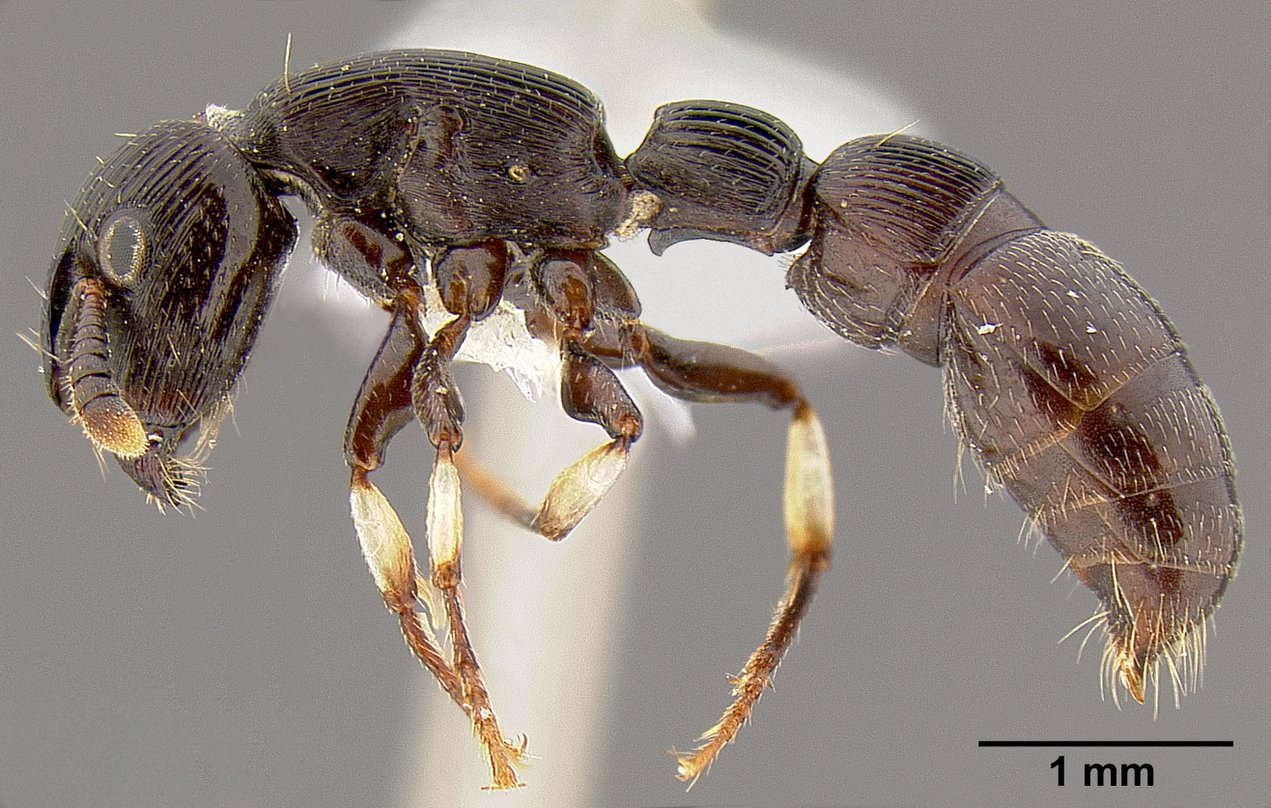